# Logan Mankins
(en) Statistiques sur pro-football-reference
Logan Lee Mankins, né le 10 mars 1982 à Catheys Valley en Californie, est un joueur américain de football américain évoluant au poste d'offensive guard.

## Biographie
Il étudie à l'université d'État de Californie à Fresno et joue alors pour les Bulldogs de Fresno State.
Il est sélectionné à la 32e place par les Patriots de la Nouvelle-Angleterre lors de la Draft 2005.

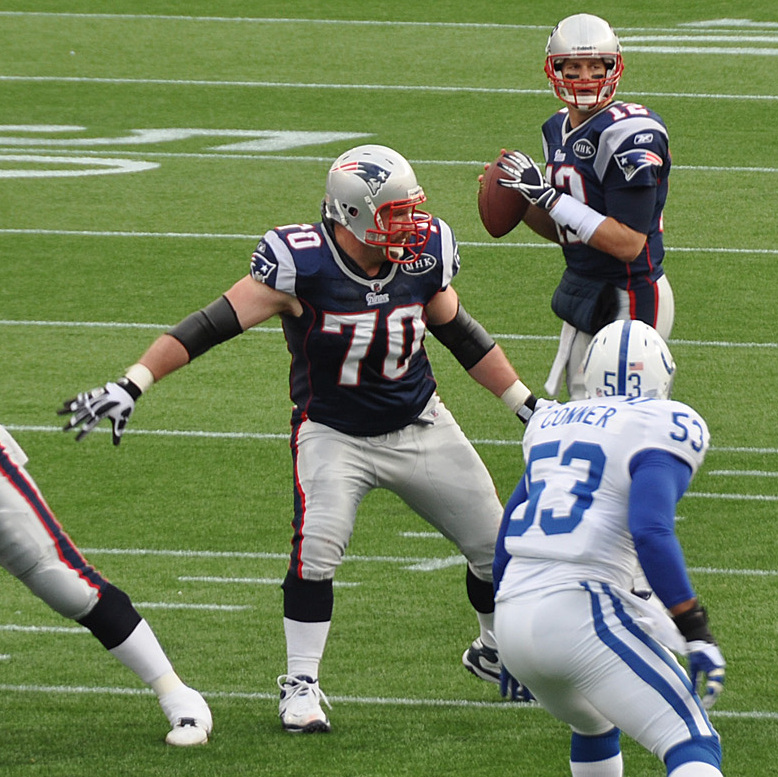
Mankins (70) protégeant le quarterback Tom Brady (12).

En 2014, il signe aux Buccaneers de Tampa Bay.